# Hainuwele

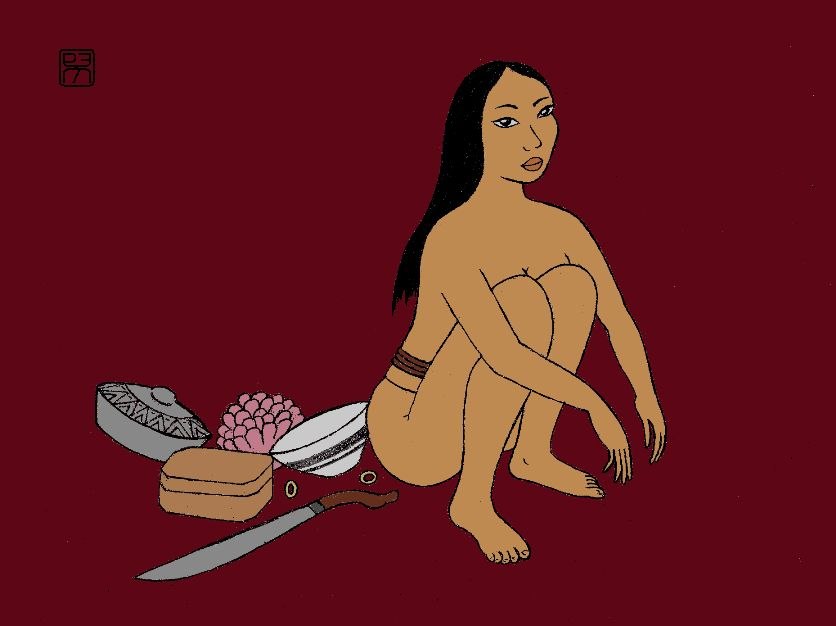
Hainuwele defecando objetos valiosos.

Hainuwele, "The Coconut Girl", es una figura del folclore Wemale y Alune de la isla de Seram en las Islas Maluku, Indonesia. Su historia es un mito de origen.
El mito de Hainuwele fue registrado por el etnólogo alemán Adolf E. Jensen siguiendo la expedición 1937-8 del Instituto Frobenius a las Islas Maluku.
El estudio de este mito durante su investigación sobre el sacrificio religioso llevó a Jensen a la introducción del concepto de Deidad Dema en etnología.
Joseph Campbell narró por primera vez la leyenda Hainuwele a una audiencia de habla inglesa en su obra Las máscaras de Dios.

## Mito
Mientras cazaba un día, un hombre llamado Ameta encontró un coco, algo nunca antes visto en Seram, que había sido atrapado en el colmillo de un jabalí. Ameta, que era parte de una de las nueve familias originales del pueblo West Ceram que había surgido de los plátanos, se llevó el coco a casa. Esa noche, una figura apareció en un sueño y le instruyó que plantara el coco. Ameta lo hizo, y en pocos días el coco se convirtió en un árbol alto y floreció. Ameta trepó al árbol para cortar las flores para recoger la savia, pero en el proceso se cortó el dedo y la sangre cayó sobre una flor. Nueve días después, Ameta encontró en el lugar de esta flor a una chica a la que llamó Hainuwele, que significa "rama de coco". La envolvió en un pareo y la trajo a casa. Ella creció hasta la madurez con una rapidez asombrosa. Hainuwele tenía un talento notable: cuando defecaba excretaba objetos valiosos. Gracias a estos, Ameta se hizo muy rico.
Hainuwele asistió a un baile que iba a durar nueve noches en un lugar conocido como Tamene Siwa. En este baile, era tradicional que las niñas distribuyeran nueces de areca a los hombres. Hainuwele lo hizo, pero cuando los hombres le pidieron nueces de areca, ella les dio en su lugar las cosas valiosas que pudo excretar. Cada día les daba algo más grande y valioso: pendientes de oro, coral, platos de porcelana, cuchillos, cajas de cobre y gongs. Los hombres fueron felices al principio, pero gradualmente decidieron que lo que Hainuwele estaba haciendo era extraño por lo que, impulsados por los celos, decidieron matarla en la novena noche.
En los bailes sucesivos, los hombres rodearon a las mujeres en el centro del campo de baile, Hainuwele entre ellas, que repartieron regalos. Antes de la novena noche, los hombres cavaron un pozo en el centro del campo de baile y, señalando a Hainuwele, en el curso del baile la empujaron cada vez más hacia adentro hasta que fue empujada hacia el pozo. Los hombres rápidamente amontonaron tierra sobre la niña, cubriendo sus gritos con su canción. Así Hainuwele fue enterrada viva, mientras los hombres seguían bailando sobre la tierra pisoteándola firmemente hacia abajo.
Ameta, desaparecida Hainuwele, fue en su búsqueda. A través de un oráculo descubrió lo que sucedió, luego exhumó su cadáver y lo cortó en pedazos que luego volvió a enterrar alrededor de la aldea. Estas piezas se convirtieron en varias nuevas plantas útiles, incluidos los tubérculos, dando origen a los principales alimentos que el pueblo de Indonesia ha disfrutado desde entonces.
Ameta trajo los brazos cortados de Hainuwele a la mulua Satene, la deidad gobernante sobre los humanos. Con ellos, ella le construyó una puerta en forma de espiral por la que todos los hombres debían pasar. Aquellos que pudieran cruzar la puerta seguirían siendo seres humanos, aunque en adelante mortales, dividiéndose en Patalima (Hombres de los cinco) y Patasiwa (Hombres de los nueve). Aquellos que no podían pasar a través del umbral se convirtieron en nuevos tipos de animales o fantasmas. La propia Satene dejó la Tierra y se convirtió en gobernante sobre el reino de los muertos.[Patasiwa es el grupo al que pertenecen tanto el pueblo Wemale como el Alune.

## Análisis e interpretación

### Mito de la deidad de Dema
Hainuwele se puede entender como un mito de la creación en el que se da sentido al entorno natural, las tareas diarias de los hombres y las estructuras sociales. En el mito, se crean espíritus y plantas, y se proporciona una explicación para la mortalidad de la humanidad y la formación de divisiones tribales dentro del grupo étnico Wemale. Jensen identifica la figura de Hainuwele con una deidad Dema. Según Jensen, la creencia en una deidad Dema es típica de las culturas basadas en el cultivo básico de plantas en oposición a las culturas de cazadores-recolectores, así como de culturas agrícolas complejas como las basadas en el cultivo de granos. Jensen identifica la adoración de las deidades de Dema en el contexto de muchas culturas diferentes en todo el mundo. Él asume que se remonta a la revolución neolítica en la historia temprana de la humanidad. Una de las principales características de las deidades de los Dema es que son asesinados por los primeros hombres inmortales ("Dema") y cortados hasta los pedazos que están esparcidos o enterrados.
Jensen encontró versiones del patrón básico de lo que podría definirse como "Complejo Hainuwele", en el que un asesinato ritual y un entierro originan los cultivos tuberosos en los que vivía la gente, extendidos por todo el sudeste asiático y otros lugares. Contrastó estos mitos de la primera era de la agricultura, utilizando tubérculos, con los de Asia y más allá que explicaban el origen del arroz como proveniente de un robo del cielo, un patrón de mito que se encuentra entre los agricultores de cereales. Estos delinean dos épocas y culturas diferentes en la historia de la agricultura misma. El primero transformó los mitos totemísticos de las sociedades de caza y recolección, como los que encontramos en las culturas aborígenes australianas, en respuesta al descubrimiento del cultivo de alimentos, y se centró en una deidad Dema que surge de la tierra, y las culturas de cultivo de granos en desarrollo posterior se centraron en un dios del cielo. Jensen exploró las implicaciones histórico-culturales de largo alcance de estas y otras ideas en su obra posterior Mito y culto entre los pueblos primitivos, publicada en 1963.
La adoración de una Dema-deidad implica que la creación de una nueva vida está inevitablemente unida al final de la vida, a la muerte. A la luz de este hecho, Jensen indica que algunos rituales del pueblo Wemale, como la "danza Maro", incluyen muchos elementos del mito Hainuwele. Por lo tanto, el mito y el ritual estaban estructurados en una unidad de significado.
La investigación disputa el uso del término Dema-deidad en el contexto de la historia de Hainuwele. No está de acuerdo con la definición de la leyenda como un mito de la creación, prefiriendo definirla como un mito de origen. Desde el punto de vista de la morfología cultural, la idea de la Dema-deidad ya es problemática. Jensen asume una conexión entre mitos muy diferentes de diferentes culturas ubicadas en áreas que están separadas por grandes distancias. Además, estos supuestos paralelos no están respaldados por datos arqueológicos o empíricos.
Además, entre los pueblos indígenas en Seram, hay diferentes versiones del mito de origen en el que la mujer "mágica" produjo en secreto alimentos, sagu y artículos valiosos de su sangre menstrual y / o vagina (es decir, menstruada o nacida de su vagina en lugar de defecada)Algunas versiones sugieren que la sangre menstrual permitió que estos artículos emergieran de la tierra. Cuando fue descubierta, se convirtió en el árbol productor de almidón de sagú "original" (pohon sageru; la palma de azúcar - Arenga pinnata). Esto parece en parte inusual, ya que Metroxylon sagu se utiliza principalmente para la extracción de almidón, uno de los alimentos básicos de almidón más importantes de Malukans. Metroxylon también produce hojas de palma y hojas para la construcción de casas de paredes, pisos y paja. Por otro lado, la palma Arenga es útil para producir azúcar, bebidas dulces y alcohólicas y almidón de sagú.

### Interpretación antropológica social
Actualmente la interpretación del mito Hainuwele pone más énfasis en los aspectos antropológicos sociales. Por lo tanto, subraya el hecho de que, ya que los había defecado, los regalos que la generosa niña Hainuwele estaba dando tenían un origen impuro y, aunque útiles, contaminaron a las personas que los aceptaban. La extraña forma en que se presentaron los regalos materiales señala la realidad de que todos los objetos enumerados en el mito eran extranjeros, no producidos en Seram y, por lo tanto, no estaban disponibles en la isla antes del siglo XVI.
Alternativamente, la evidencia arqueológica de Seram y Ambon, entre otras islas Malukan, indica que la cerámica de gres de la dinastía Song-Yuan del siglo XI-Yuan era bastante frecuente; los Celadons esmaltados verdes eran particularmente importantes en los intercambios rituales matrimoniales y las soluciones de disputas.[Hay cerámica esmaltada tailandesa y vietnamita desde el siglo XIV en adelante, aumentando en abundancia durante las diversas brechas Ming en la política y la práctica comercial chinas. Curiosamente, la distribución incluye no solo sitios portuarios costeros (como Hitu e Hitu Lama en Ambon; o Serapi cerca de Hatusua en Seram), sino también sitios remotos del interior y las tierras altas. Esto indica que las cadenas de valor regionales y extrarregionales incluían tanto las zonas costeras, portuarias y continentales (tierras altas, interiores) como los pueblos. Además, los tambores y gongs de bronce han estado disponibles durante más de 2000 años. Gorom todavía tiene un excelente ejemplo de un tambor Dongson de bronce hecho en Vietnam. Los tambores Dongson se distribuyeron por todo el archipiélago y probablemente se relacionaron con el comercio de especias que llegó hasta China desde al menos la dinastía Han hace más de 2000 años, donde los clavos eran obligatorios para que los visitantes de la corte refrescaran su aliento. Las especias de Maluku también llegaron hacia el oeste, eventualmente hacia el Medio Oriente y Europa mucho antes de que comenzara el Período Colonial Europeo a principios del siglo XVI (estimado al menos hasta el primer y principios del segundo milenio d. C.). El oro, la plata, el bronce (especialmente los gongs), el vidrio (bangles y cuentas) y los artículos de hierro también estaban disponibles antes del colonialismo occidental, aunque en su mayoría se comerciaban en lugar de producidos localmente. La pequeña tecnología de cuentas del Indopacífico se originó en Arikamedu, India, hace más de 2000 años. Las cuentas, por ejemplo, son artículos culturalmente valiosos que todavía están en circulación hoy en día. Se desconoce si también se produjeron cuentas similares en el sudeste asiático (principalmente el sudeste asiático continental) utilizando tecnología similar o posiblemente artesanos y maestros artesanos de la India. En cualquier caso, demuestra la longitud, extensión e inclusión de cadenas de valor anidadas de regiones a extrarregionales. Los fragmentos de brazalete de vidrio chinos precoloniales también se recuperaron de contextos de excavación fechados por radiocarbono en Seram en la década de 1990 (fechados al menos en el período Srivijaya a mediados y finales del primer milenio d. C.). Las especias (clavo de olor, nuez moscada y maza) fueron fundamentales para el comercio y la demanda extrarregionales. Estos artículos eran endémicos de Maluku y buscar el control de la fuente impulsó gran parte del colonialismo occidental (por ejemplo, los portugueses enviaron barcos a Maluku en 1512 después de apoderarse de Melaka en Malasia en 1511). Sin embargo, muchos otros artículos eran muy importantes, como perlas, conchas de perla, bosques aromáticos, plumas de aves del paraíso, etc., así como muchos alimentos como sagú (Metroxolyn sagu), kenari (Canarium spp.), azúcar de palma (Arenga pinnata), bebidas de palma fermentadas (sageru; a veces destiladas para hacer sopi mucho más fuertes), tripang, pescado, carne y otros. 
La variedad de regalos de Hainuwele provocó un elemento de corrupción, lo que provocó desigualdad, codicia y celos en una sociedad aproximadamente homogénea, representada por el presente estándar de las nueces areca. Por lo tanto, los diversos regalos de la niña Coconut pueden interpretarse como "dinero sucio", contaminando y degradando a todos los que lo aceptan, provocando un conflicto socioeconómico y la desviación de un estado ideal. Así, la leyenda Hainuwele registrada por Jensen fue un mito que buscaba reorganizar las inconsistencias con las que se enfrentaban los Wemale, ya que los elementos de cambio afectaban a su sociedad al tratar de lograr un acuerdo del choque socioeconómico más reciente con las representaciones míticas más antiguas.
Tras el conflicto provocado por los objetos materiales que se obtuvieron a través de Hainuwele, la introducción de la mortalidad entre los seres humanos se convirtió en una especie de compensación para reintroducir la paz con el mundo de los espíritus y las deidades. Así, el mito Hainuwele señala el final de una era y el comienzo de otra.
Varias de estas interpretaciones son muy discutibles. Algunas versiones locales muestran consistencias genéricas pero variaciones sustanciales con matices. Numerosas interpretaciones (positivas, neutras y negativas) pueden ser postuladas y han sido ofrecidas por especialistas locales. Además, las traducciones e interpretaciones iniciales de Jensen (o las interpretaciones posteriores de otros) pueden ser parcialmente erróneas y/o cuestionablemente representativas de las poblaciones más grandes y los diversos grupos sociales que deben retratar como una sola unidad cultural de análisis en partes de la isla Seram, la isla Seram en su conjunto o las islas vecinas en Maluku central.